# Герардс, Маркус (младший)
Маркус Герардс Младший (нидерл. Marcus Gerards de Jonge, Gheeraerts, Gerards, Geerards; 1561/1562, Брюгге — 19 января 1636, Лондон) — фламандский живописец-портретист эпохи Северного Возрождения. Вместе с отцом Маркусом Герардсом Старшим работал в Англии при дворе Тюдоров, чем оказал существенное влияние на развитие искусства Тюдор-Ренессанса.

## Биография
Маркус Герартс Младший родился в старинном нидерландском городе Брюгге в семье живописца Маркуса Герардса Старшего и его жены Йоханны. О картинах старшего Герартса известно мало, хотя его работа гравёром была востребована в Европе.
В 1568 году, как и другие художники-протестанты, во время религиозных преследований после введения в Южные Нидерланды испанских войск герцога де Альба, Герардс Младший вместе с отцом бежал из Нидерландов в Англию. Его жена была католичкой и осталась дома, и, как полагают, умерла несколько лет спустя. Записано, что отец и сын жили с голландским слугой в лондонском приходе Святой Марии (St Mary Abchurch) в 1568 году. 9 сентября 1571 года старший Герартс снова женился. Его новой женой стала Сюзанна де Критц, член семьи, изгнанной из Антверпена.
Первые уроки рисунка Маркус Герардс получил у отца; затем его учителем был живописец Лукас де Хере. Первая известная работа Маркуса, выполненная в 1583 году, — портрет сэра Генри Ли, влиятельного придворного, покровительствовавшего молодому художнику.
В 1587 году Маркус Герардс Старший вернулся в Нидерланды, жил и работал в Антверпене, однако Герардс Младший остался в Лондоне. В 1590 году Герард Маркус Младший женился на Магдалене, сестре своей мачехи Сюзанны и художника Джона де Крица. У супругов было шестеро детей, из которых, по-видимому, выжили только двое — сын Маркус III (ок. 1602 — ок. 1654), также художник, и сын Генри (1604 — август 1650). Его единокровная сестра Сара в 1602 году вышла замуж за художника Исаака Оливера.

## Творчество
Герард Маркус считался одним из выдающихся портретистов Англии конца XVI столетия. Примерно с 1590 года Герартс возглавил «революцию» в английской портретной живописи. Впервые в английском искусстве герои его картин были представлены объёмно, осязаемо за счёт использования тональных моделировок и мощной светотени. Герардс был одним из первых английских художников, которые стали писать на холсте, а не на деревянной панели, что позволяло создавать более крупные картины. Необходимость в помощниках для завершения больших картин на холсте, а также количество сохранившихся копий и вариантов работ Герардса предполагают наличие мастерской с большим количеством помощников и учеников. Существует сходство черт между портретами Роберта Деверё, 2-го графа Эссекса, выполненными Герартсом, и миниатюрами Эссекса, созданными зятем Герардса Айзеком Оливером, а позднее между их портретами Анны Датской, но неизвестно, сотрудничали ли два художника или делились ли они образцами для портретов.
«Успех Герардса заключался в его способности смягчить буржуазную основательность фламандской живописи и соединить ее с меланхоличной, аристократической, куртуазной фантазией поздней елизаветинской Англии… Элизабет и Эссекс остаются выдающимися работами Герардса, заслуживающими того, чтобы их, наряду с некоторыми портретными миниатюрами Хиллиарда, считали великими шедеврами ранней английской живописи».
Герардс оставался востребованным и в годы, последовавшие сразу за смертью королевы Елизаветы I в 1603 году. Он находился под покровительством принцессы Анны Датской (1574—1619), супруги короля Англии и Шотландии Якова I Стюарта. В 1610 годы он оставался придворным художником, его работы высоко оплачивали. Он писал портреты короля Якова I, королевы Анны и их детей. Среди его учеников был английский живописец Фердинанд Клифтон.
В целом, портретная живопись Герардса в якобинскую эпоху характеризуется «спокойствием, задумчивостью и нежным очарованием настроения», которые можно увидеть в его портретах Кэтрин Киллигрю, леди Джермин (1614) и Мэри Трокмортон, леди Скадамор (1615). Однако постепенно положение Герардса при дворе начало ухудшаться из-за конкуренции со стороны нового поколения художников-иммигрантов. Герартс скончался в Лондоне 19 января 1636 года.

## Галерея

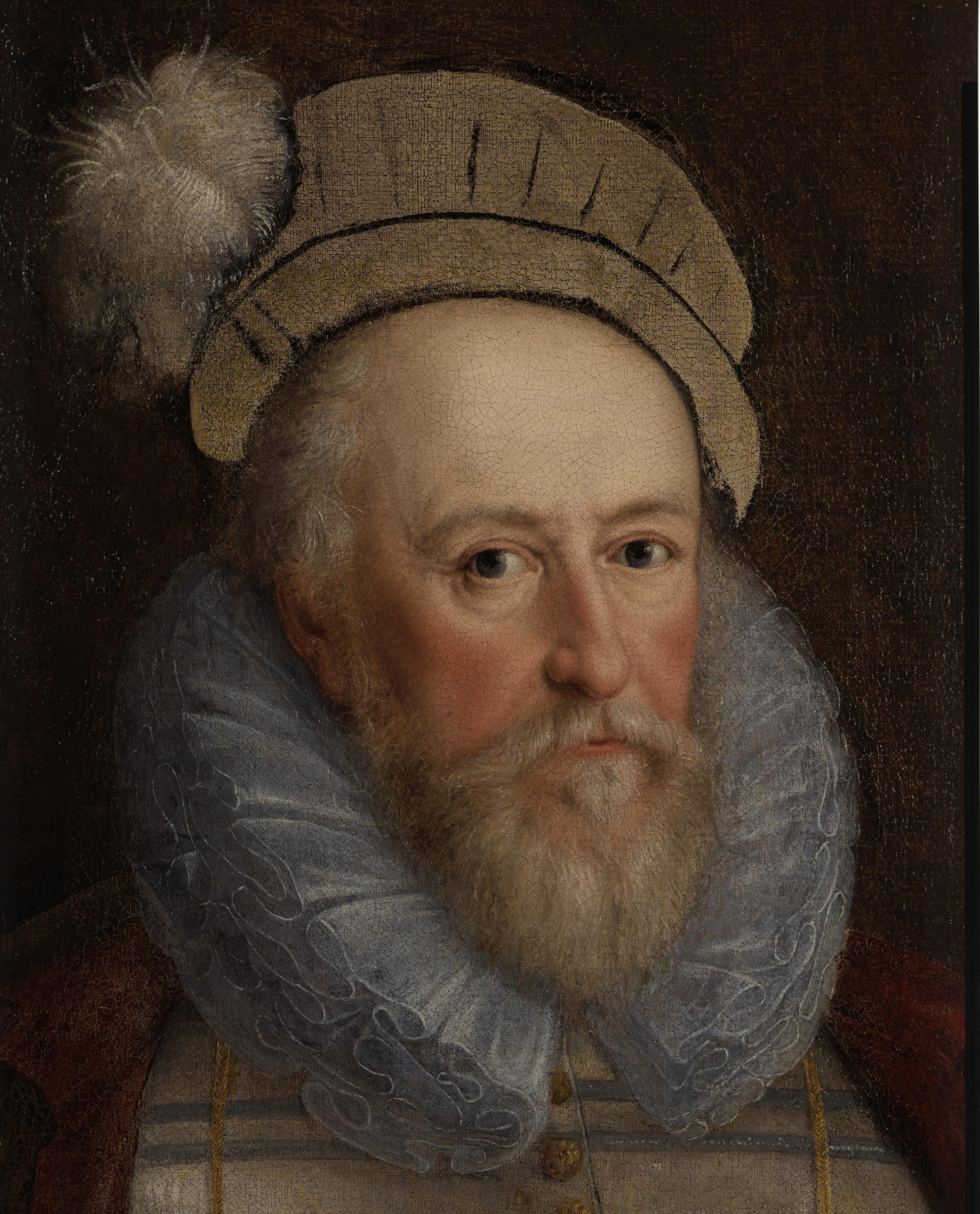
Портрет сэра Генри Ли. Ок. 1600. Холст, масло. Частное собрание
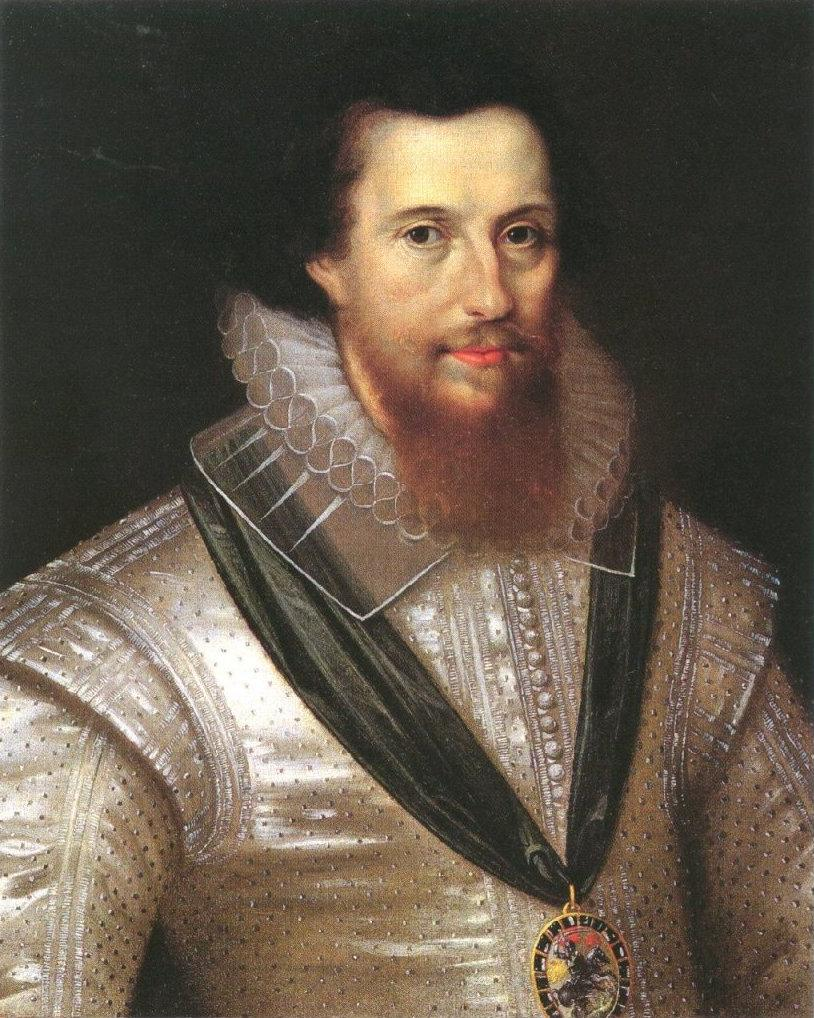
Роберт Деверо, граф Эссекс. Ок. 1596. Холст, масло. Частное собрание
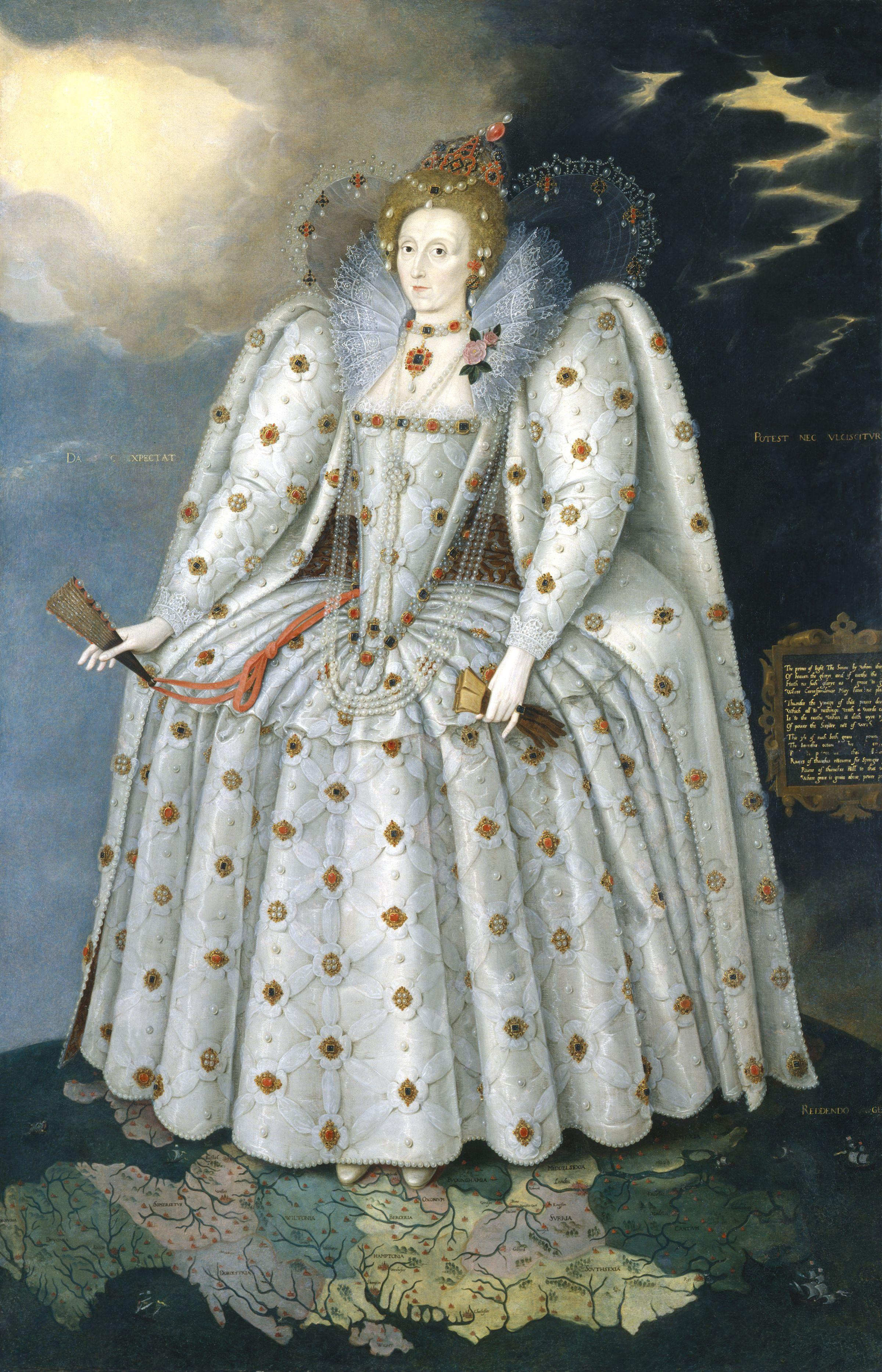
Портрет королевы Елизаветы I. 1592. Холст, масло. Национальная портретная галерея, Лондон
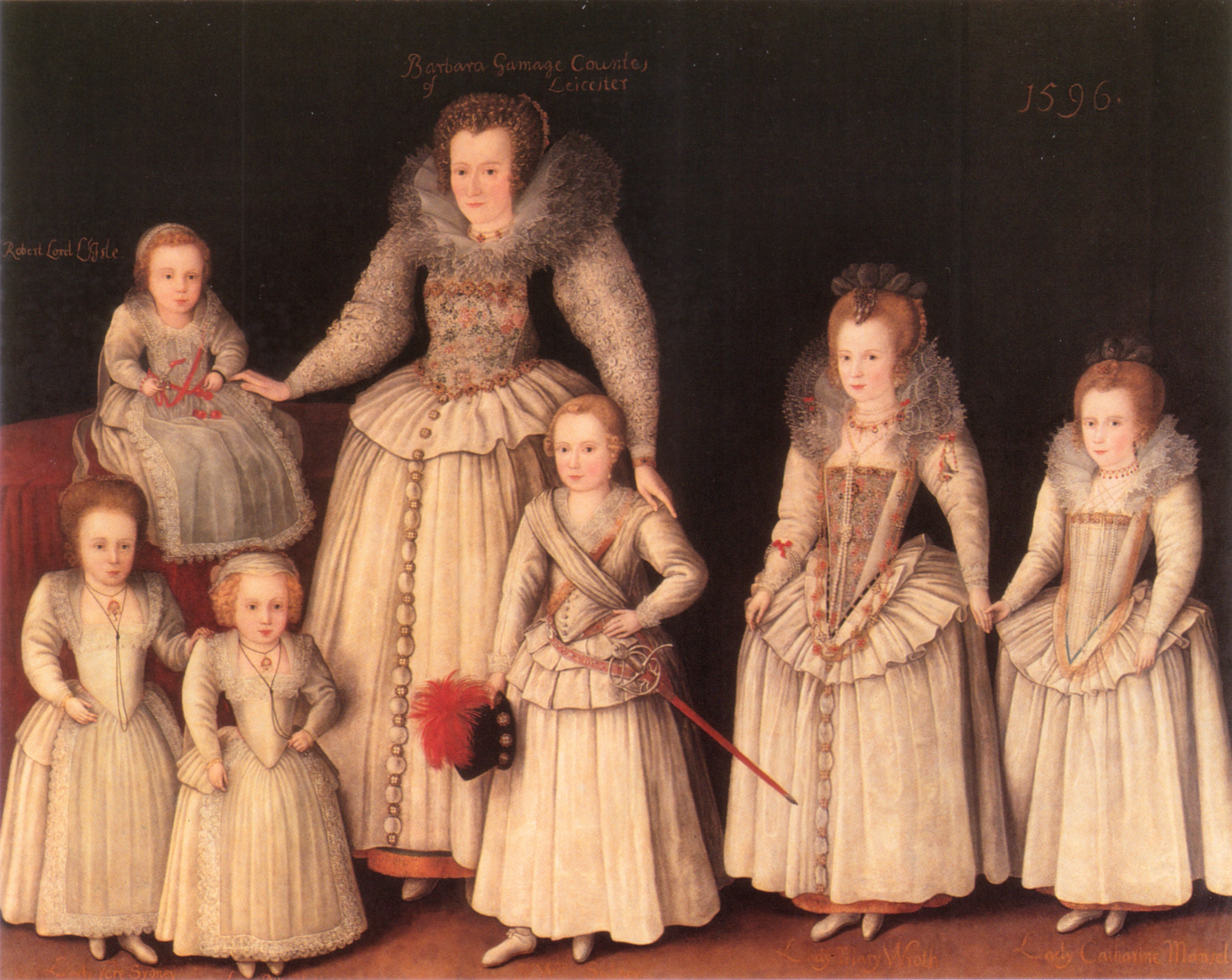
Барбара Гэмидж, леди Сидни, позже графиня Лестер, с двумя сыновьями и четырьмя дочерьми. Ок. 1596. Холст, масло. Частное собрание
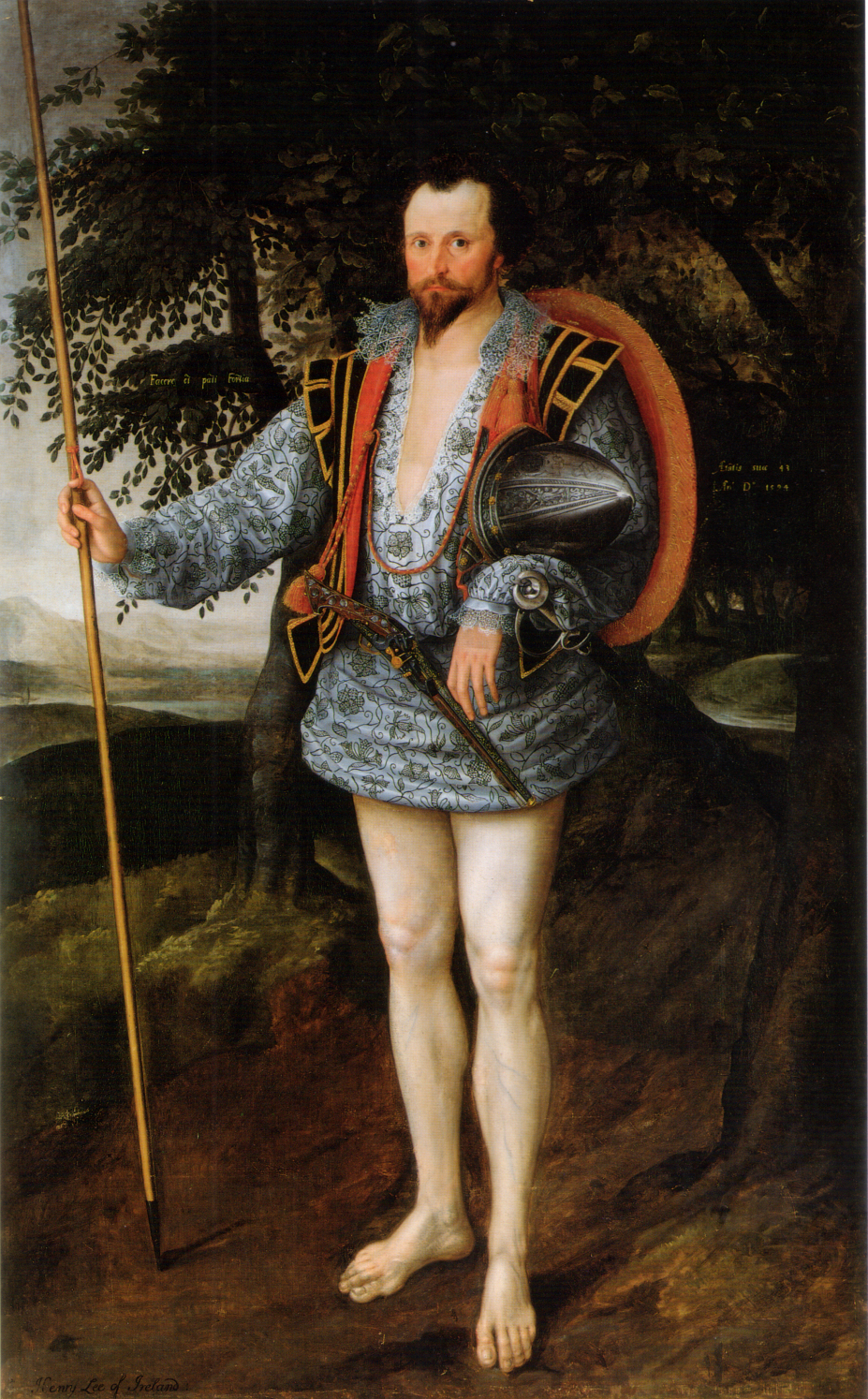
Капитан Томас Ли в ирландской одежде. 1594. Холст, масло. Британская галерея Тейт, Лондон
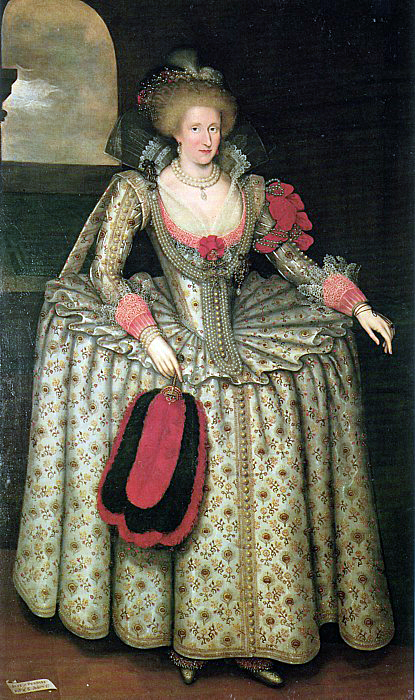
Анна, принцесса Датская. Между 1611 и 1614. Холст, масло. Аббатство Вобёрн, Великобритания
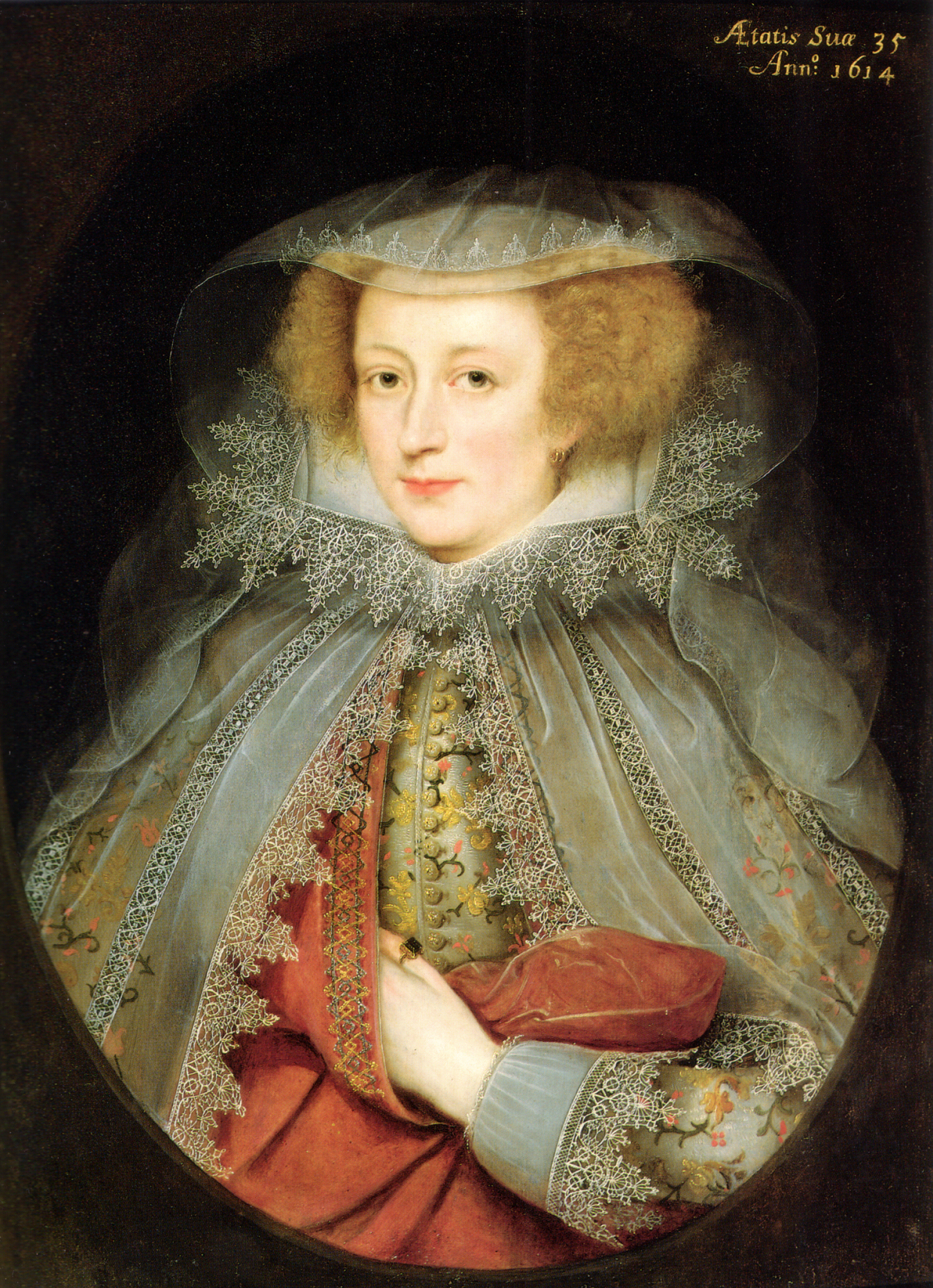
Кэтрин Киллигрю Леди Джермин. 1614. Дерево, масло.  Йельский центр британского искусства,  Нью-Хейвен, Коннектикут, США
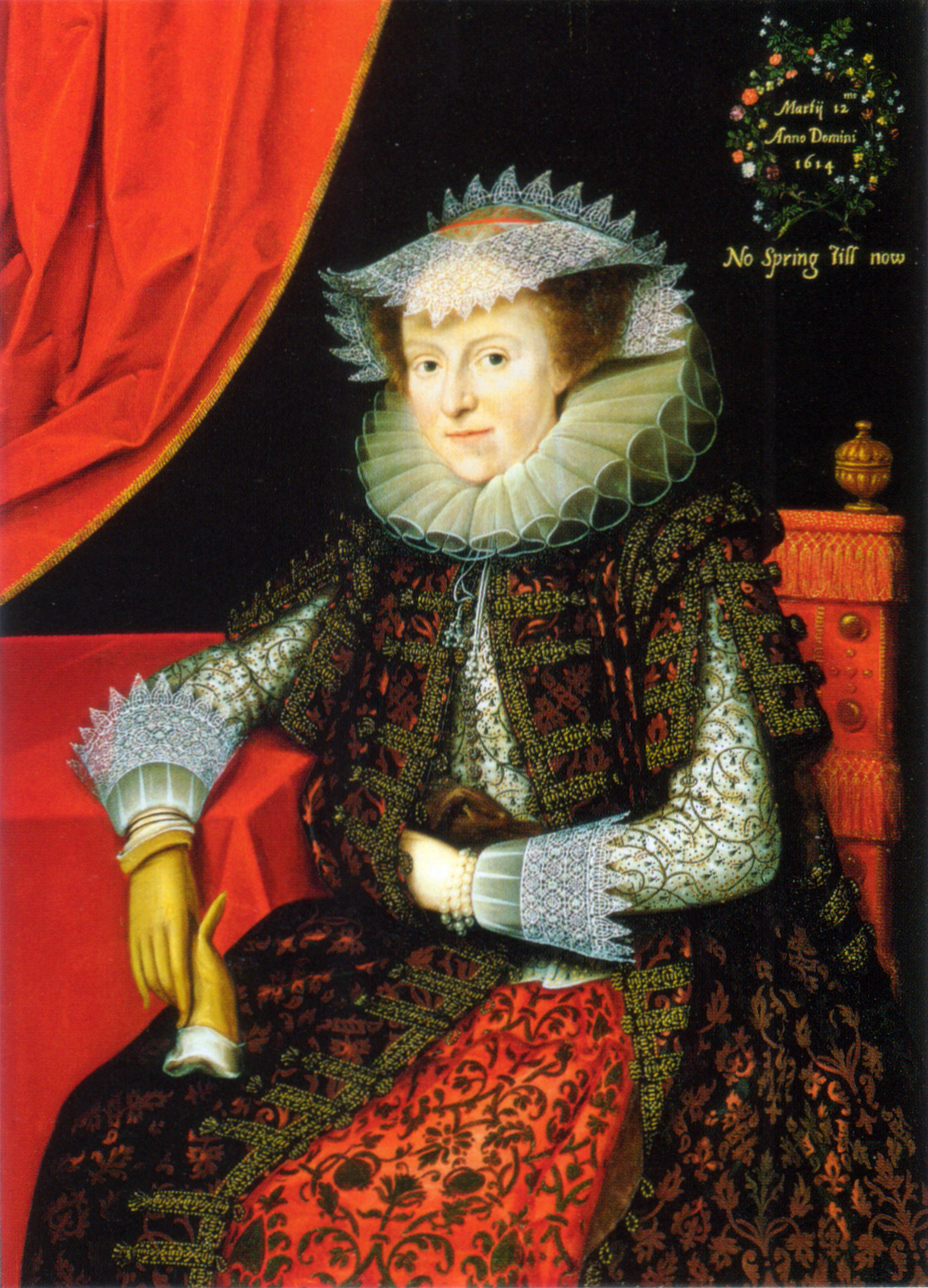
Мэри, леди Скадамор. 1615. Дерево, масло. Национальная портретная галерея, Лондон